# Palenville
Palenville és una concentració de població designada pel cens dels Estats Units a l'estat de Nova York. Segons el cens del 2000 tenia 1.120 habitants.

## Demografia
Segons el cens del 2000, Palenville tenia 1.120 habitants, 433 habitatges, i 287 famílies. La densitat de població era de 130,3 habitants per km².
Dels 433 habitatges en un 30,5% hi vivien nens de menys de 18 anys, en un 52% hi vivien parelles casades, en un 10,9% dones solteres, i en un 33,5% no eren unitats familiars. En el 25,9% dels habitatges hi vivien persones soles el 8,3% de les quals corresponia a persones de 65 anys o més que vivien soles. El nombre mitjà de persones vivint en cada habitatge era de 2,45 i el nombre mitjà de persones que vivien en cada família era de 2,94.
Per edats la població es repartia de la següent manera: un 25,5% tenia menys de 18 anys, un 6,1% entre 18 i 24, un 32% entre 25 i 44, un 24,5% de 45 a 60 i un 12% 65 anys o més.
L'edat mediana era de 38 anys. Per cada 100 dones de 18 o més anys hi havia 96,7 homes.
La renda mediana per habitatge era de 40.833 $ i la renda mediana per família de 51.250 $. Els homes tenien una renda mediana de 32.353 $ mentre que les dones 23.542 $. La renda per capita de la població era de 18.848 $. Cap de les famílies i el 7,4% de la població estaven per davall del llindar de pobresa.